# Trittbrettfahrer (Kriminologie)
Als Trittbrettfahrer bezeichnet man in der Kriminologie Personen oder Gruppierungen, die sich irreführend zu von ihnen nicht begangenen Anschlägen oder anderen Straftaten bekennen (z. B. durch Bekennerschreiben) oder die meist besonders spektakuläre Straftaten nachahmen (Nachahmungstäter). In der Regel soll damit öffentliche Aufmerksamkeit erweckt werden.

## Trittbrettfahrer als falsche Bekenner
Falsche Bekennerschreiben stellen insbesondere bei Anschlägen ein weitverbreitetes Phänomen dar. Bestimmte Gruppierungen wie etwa die Abu-Hafs-al-Masri-Brigaden bekennen sich dabei regelmäßig zu Attentaten, die sie nicht begangen haben. Da es jedoch meist im Interesse der tatsächlichen Täter liegt, keine Zweifel daran aufkommen zu lassen, wer die Tat begangen hat, enthalten Bekennerschreiben häufig eindeutig wiedererkennbare Elemente. Dies waren etwa im Fall des Terroristen Carlos und der RAF Fingerabdrücke. Andere eindeutig erkennbare Elemente der Bekennerschreiben wurden von der Polizei nicht veröffentlicht, damit Trittbrettfahrer erkannt werden können. Auch das Nichtveröffentlichen von Details der eigentlichen Tat kann bei der Identifizierung echter Bekennerschreiben helfen, wenn in diesen Täterwissen enthalten ist.
Ein spektakulärer Fall von falschen Bekennerschreiben sind die Briefe Jack the Rippers. Mehrere tausend Schreiben gingen bei der Polizei ein, aber bis auf drei Briefe zweifelhafter Herkunft waren alle von Trittbrettfahrern. Nicht zuletzt durch die Ripper-Briefe wurde die Geschichte des Mörders, dessen Name „Jack the Ripper“ aus einem der Briefe stammt, so populär.
Der deutsche Filmemacher Christoph Hochhäusler hat die Figur eines falschen Bekenners in den Mittelpunkt seines Filmes gestellt, der 2005 in der Reihe Un Certain Regard bei den Filmfestspielen in Cannes Premiere hatte. „Falscher Bekenner“ erzählt die Geschichte eines Jungen, der sich aus Unzufriedenheit mit seinem Leben in E-Mails an die Polizei als Schuldiger an einem tödlichen Verkehrsunfall und an einer Brandkatastrophe ausgibt.

## Trittbrettfahrer bei Entführungen
Anlässlich publik gewordener Entführungen verlangen Trittbrettfahrer von den Angehörigen hohe Geldsummen für angebliche Informationen über den Aufenthaltsort des Entführten oder für seine angebliche Freilassung. Sie sind damit ebenfalls „Falsche Bekenner“ und machen sich überdies der Erpressung schuldig. Im Vermisstenfall Madeleine McCann wurden mehrere Trittbrettfahrer dieses Typs festgenommen.
Auch in Fällen von spurlos verschwundenen Personen, bei denen noch keinerlei Hinweise auf ein Verbrechen (also auch nicht für eine Entführung) vorliegen, treten mitunter Trittbrettfahrer auf, die sich bei den Angehörigen melden und eine Entführung vortäuschen. Auch geben manche Trittbrettfahrer vor, Informationen über den Aufenthaltsort der vermissten Person zu haben und diese gegen Bezahlung preiszugeben. Im weiteren Sinne zählen hierzu auch Personen, die sich in einem solchen Fall bei den Angehörigen melden und absichtlich falsche Hinweise auf den Verbleib der vermissten Person geben.

## Trittbrettfahrer als Nachahmungstäter
Nachahmungstäter gibt es vor allem nach Verbrechen mit hoher Medienaufmerksamkeit. Nicht nur bei Terrorattentaten, auch bei Serienverbrechen und Amokläufen kommt es zu Nachahmern. So wird beispielsweise der weltweite Anstieg an School Shootings nach dem international aufsehenerregenden Amoklauf an der Columbine High School im Jahr 1999 auf Nachahmungstäter zurückgeführt und als „Columbine-Effekt“ bezeichnet. Bei Suiziden gibt es ebenfalls einen Zusammenhang zwischen Berichterstattung und Nachahmungstaten, den so genannten Werther-Effekt.
Besonders nach den Terroranschlägen vom 11. September und den Anschlägen mit Milzbranderregern kam es in den USA zu Fällen, in denen Privatpersonen Briefe und Päckchen mit weißem, aber ungiftigem Pulver verschickten. Auch nach den vereitelten Bombenanschlägen auf deutschen Bahnhöfen im Juli 2006 deponierten Privatpersonen Bombenattrappen in Zügen oder stellten Koffer an Bahnhöfen ab.

## Strafbarkeit
Sogenannte Trittbrettfahrer können in Deutschland wegen Vortäuschens einer Straftat (§ 145d) strafrechtlich verfolgt werden. Ob eine behördliche Reaktion erfolgreich provoziert wurde, spielt für die Strafbarkeit keine Rolle, kann aber zu einem höheren Strafmaß führen.
In Österreich bleibt das "Trittbrettfahren" straffrei. (K/Schm StudB III zu §§ 297–298)